# Вуличевич, Мирослав
Мирослав Вуличевич (серб. Мирослав Вулићевић; 29 мая 1985, Рашка, СФРЮ) — сербский футболист, защитник. В настоящее время выступает за «Партизан».

## Карьера
Футболом начал заниматься в клубе «Космет» из Лепосавича, откуда затем перешёл в «Бане», где отыграл 3 сезона. С 2003 по 2009 год выступал за «Явор». За пять с половиной лет провёл в основном составе 122 матча и забил 4 гола. В 2006 году недолгое время на правах аренды играл за «Борац».
Летом 2009 года Вуличевич присоединился к команде «Войводина» из города Нови-Сад. Регулярно выходил на поле в основном составе и был капитаном команды. За четыре с половиной года сыграл за «Войводину» 122 матча и забил 3 гола.
В декабре 2013 года Вуличевич подписал контракт с белградским «Партизаном» на три с половиной года. 1 марта 2014 года дебютировал в основном составе гробарей в матче против «Радничков».
Сыграл 3 матча за сборную Сербии.

## Достижения
«Партизан»
- Чемпион Сербии: 2014/15
- Вице-чемпион Сербии (2): 2013/14, 2015/16
- Обладатель кубка Сербии: 2015/16
- Финалист кубка Сербии: 2014/15

«Войводина»
- Финалист кубка Сербии (3): 2009/10, 2010/11, 2012/13